# Laffly 80 AM
Samochód pancerny Laffly 80 AM (oznaczenie niemieckie Рапzегsрäwаgеп Laf 202(f))– francuski samochód pancerny z okresu II wojny światowej.

## Historia
W 1933 roku we francuskiej firmie Atelier de Fabrication de Vincennes w Vincennes zbudowano rozpoznawczy samochód pancerny, który uzyskał oznaczenie AMD 80 AM (inne nazwy White-Laffly-80 lub Laffly-Vincennes). Jego konstrukcję oparto na podwoziu samochodu ciężarowego Laffly LC 2, które wzmocniono, zastosowano mocniejszy silnik, dodano dodatkowe zbiorniki paliwa. Dodano także dodatkowe stanowisko kierowcy z tyłu pojazdu. Pojazd został opancerzony i wyposażony w uzbrojenie w postaci dwóch karabinów maszynowych umieszczonych w ruchomej wieży.
Jesienią 1934 roku przeprowadzono wojskowe badania tych samochodów pancernych i stwierdzono, że nie spełniają one warunkom dla rozpoznawczych samochodów pancernych. W związku z tym zakończono ich produkcje po zbudowaniu 28 egzemplarzy.

## Użycie
W związku z tym, że te samochodu nie spełniały warunku dla samochodów rozpoznawczych, wszystkie wyprodukowane egzemplarz wysłano do francuskich wojsk kolonialnych w Afryce. Z nich utworzono dwa szwadronu pancerne, z których jeden trafił do 1 pułku kawalerii Legii Cudzoziemskiej, a drugi do 4 pułku huzarów afrykańskich. Stacjonowały one na linii Maretha w Tunezji. W 1940 roku wszystkie tego typu pojazdy przeniesiono do 8 pułku huzarów afrykańskich.
Po klęsce Francji pojazdy pozostały w oddziałach francuskich podporządkowanych rządowi francuskiem podporządkowanemu Niemcom. Po rozpoczęci operacji Torch przeszły one na stronę aliantów. Uczestniczył one w działaniach na terenie Tunezji.
Po zakończeniu II wojny światowej pozostały na terenie Afryki i w latach 1945–1956 10 tych samochodów znajdowało się na terenie Algierii, gdzie uczestniczyły w działaniach na początku wojny algierskiej.